# Tři mušketýři

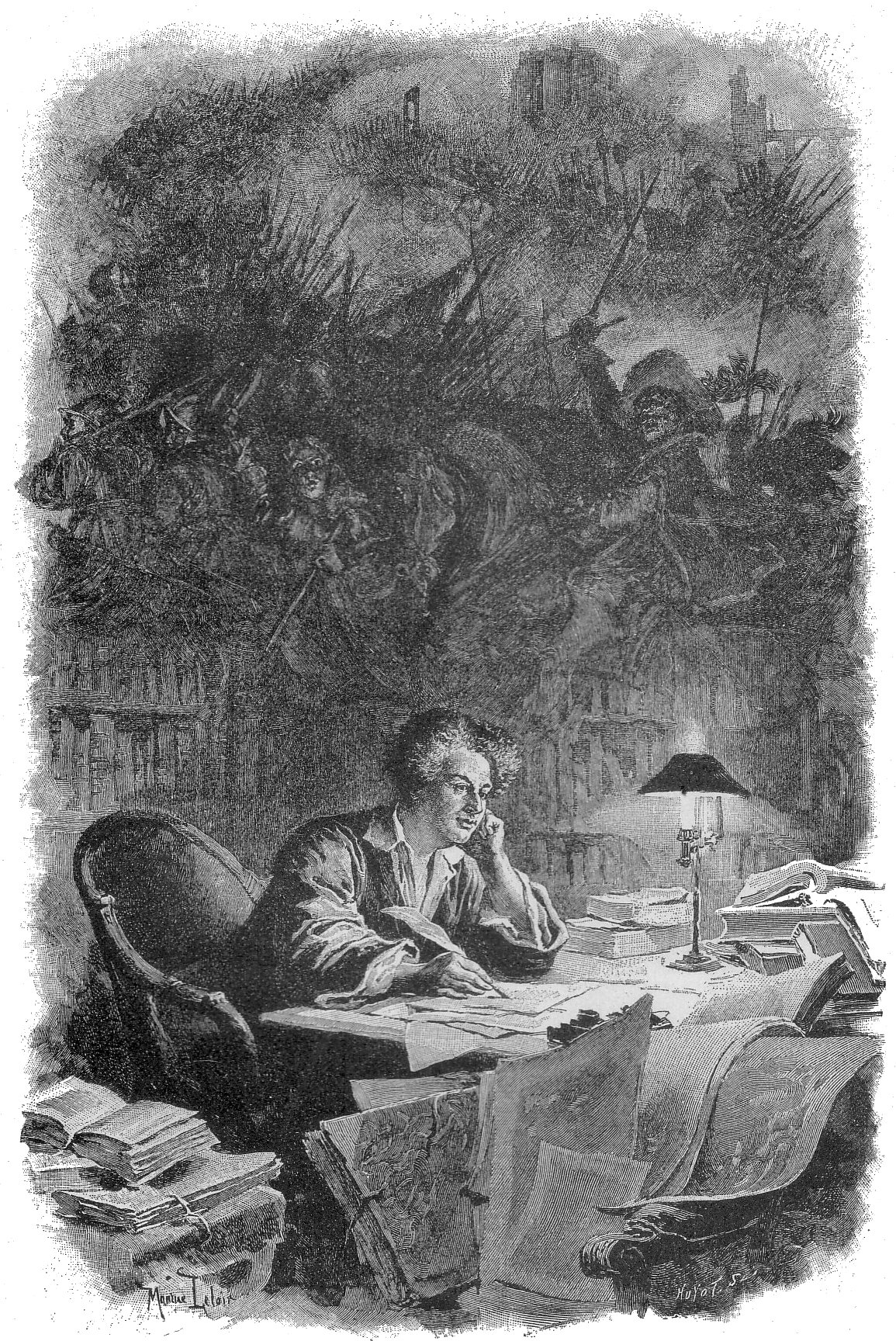
Alexandre Dumas starší píše Tři mušketýry, ilustrace Maurice Leloira.

Tři mušketýři (Les Trois Mousquetaires) je nejznámější román francouzského spisovatele Alexandra Dumase staršího. V širším slova smyslu pak jde o Dumasovu románovou trilogii, líčící životní osudy gaskoňského šlechtice d'Artagnana a jeho přátel, tří mušketýrů Athose, Porthose a Aramise, od roku 1625 do d'Artagnanovy smrti roku 1673. Tato trilogie se skládá z těchto románů:
- Tři mušketýři (Les Trois Mousquetaires, 1844),
- Tři mušketýři po dvaceti letech (Vingt ans après, 1845),
- Tři mušketýři ještě po deseti letech aneb Vikomt de Bragelonne (Le vicomte de Bragelonne, ou Dix ans plus tard, 1847–1850).

Všechny tři romány napsal Alexandre Dumas starší, stejně jako většinu svých nejznámějších děl, ve spolupráci s profesorem historie Augustem Maquetem. Jako podklad jim posloužily fiktivní paměti skutečného d'Artagnana Les Mémoires de Monsieur d'Artagnan, capitaine lieutenant de la première compagnie des Mousquetaires du Roi (1700, Paměti hraběte d'Artagnana, kapitána-lieutenanta první setniny královských mušketýrů, česky 1930 a 2013) francouzského spisovatele Gatiena de Courtilz de Sandrase (1644–1712).

## Hlavní postavy
Nejen postava d'Artagnana, ale i postavy Athose, Porthose a Aramise a také Raoula, vikomta de Bragelonne, mají historický podklad.

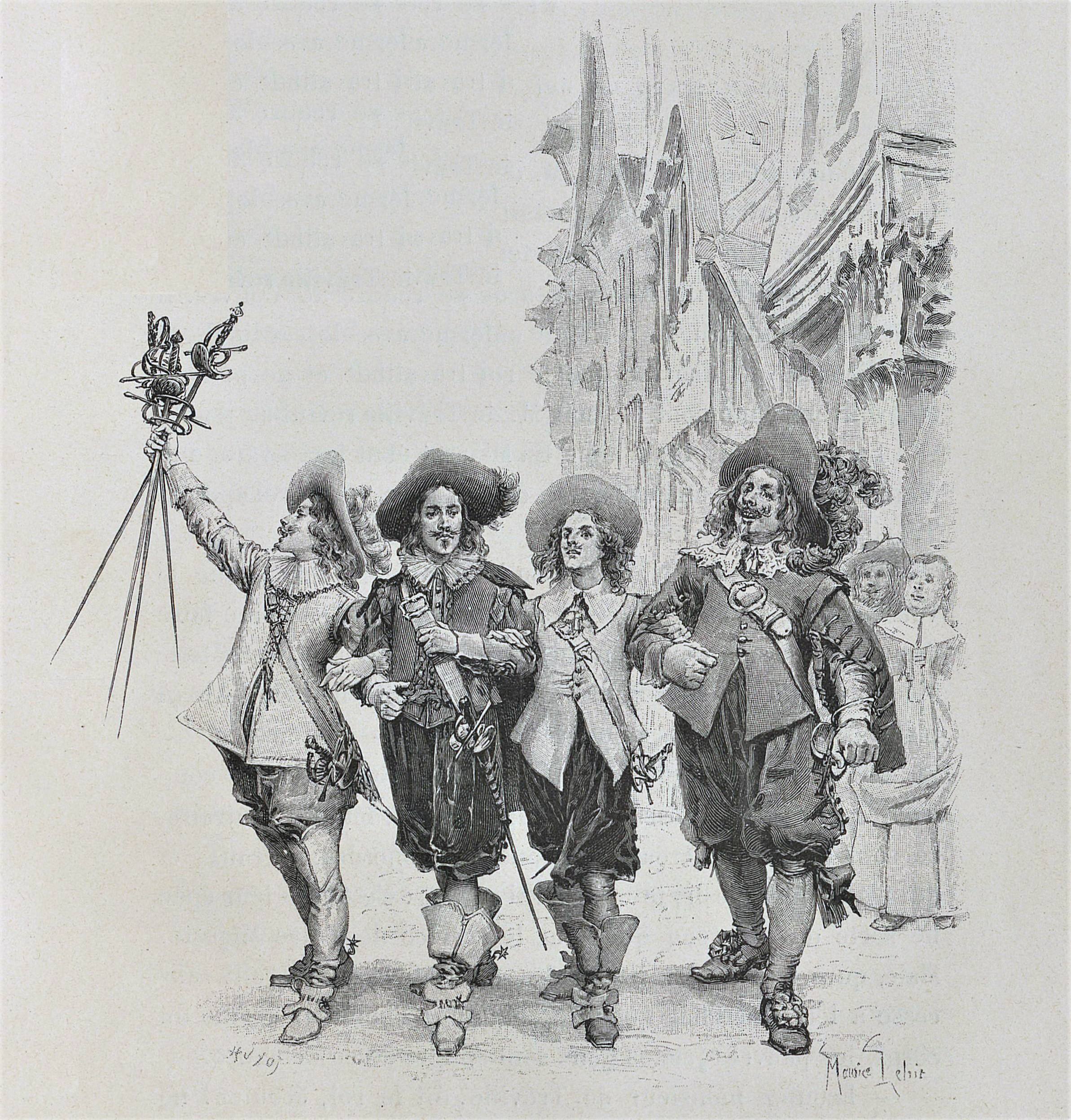
Aramis, Athos, d'Artagnan a Porthos, ilustrace Maurice Leloira.

### D'Artagnan
Vzorem pro vytvoření postavy d'Artagnana byl Charles de Batz de Castelmore d'Artagnan (asi 1611–1673), kapitán mušketýrů francouzského krále Ludvíka XIV.

### Athos
Pro postavu Athose posloužil jako vzor Armand de Sillègue d'Athos d'Autevielle (1615–1644), který byl rovněž mušketýrem. V románu jeho pravé jméno zní hrabě de la Fère. Athos je zhruba o deset let starší než ostatní jeho přátelé a je nejvznešenější z nich. D'Artagnana miluje jako svého syna.

### Porthos
Porthos je v románu zprvu jmenován jako pan du Valon a později, když ve Třech mušketýrech po dvaceti letech získal baronský titul, jako baron du Valon de Bracieux de Pierrefonds. Je to obrovský silák a také tak trochu chvastoun. Jeho postava byla vytvořena podle skutečného mušketýra jménem Isaac de Portau.

### Aramis
Aramis má v románu vlastní jméno abbé d'Herblay nebo rytíř d'Herblay. Ve Třech mušketýrech ještě po deseti letech je znám jako biskup z Vannes a po návratu z exilu též jako španělský šlechtic, vévoda z Alamedy. Je to nejtajemnější muž ze všech čtyř přátel, později významný člen, dokonce generál řádu Tovaryšstva Ježíšova (jezuitů) a člověk schopný spřádat velké politické intriky. Ze všech čtyř přátel zemře jako poslední. Jeho postava byla vytvořena rovněž podle skutečného mušketýra, který se jmenoval Henri d'Aramitz.

### Planchet, Grimaud, Mousqueton a Bazin
Jen o trochu méně slavní než d'Artagnan, Athos, Porthos a Aramis jsou jejich sluhové, kteří se svými pány víceméně dobrovolně prožívají jejich dobrodružství. Protřelý Planchet je sluha d'Artagnana a pochází z Pikardie. Mlčenlivý až zasmušilý Grimaud je Bretaněc a věrně slouží Athosovi. Mousqueton, původem z Normandie, je postavou a silou podobný svému pánu Porthosovi. Bazin, který přišel do Paříže z hrabství Berry, má stejně jako jeho pán Aramis velké klerikální sklony.

### Raoul, vikomt de Bragelonne
Raoul, vikomt de Bragelonne je postava z románů Tři mušketýři po dvaceti letech a Tři mušketýři ještě po deseti letech aneb Vikomt de Bragelonne, kde vystupuje jako Athosův nemanželský syn. Jeho postava byla vytvořena podle syna intendanta prince Gastona Orleánského, který se jmenoval Jacques Bragelonne a narodil se okolo roku 1645. Jacques byl skutečně krátce zamilován do šlechtičny Louisy de la Vallière, ale vztah byl po zásahu její matky ukončen. Datum jeho úmrtí není známo, ví se ještě, že se roku 1662 oženil s Germaine Carrougeovou a měl s ní dceru Catherine.

## Obsah jednotlivých románů trilogie

### Tři mušketýři

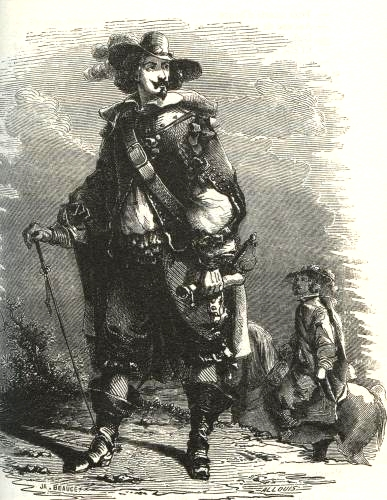
Rochefort, ilustrace Jeana-Adolpha Beaucého k románu Tři mušketýři

Román Tři mušketýři (Les Trois Mousquetaires), první a také nejslavnější část trilogie o osudech hraběte d'Artagnana, vycházel roku 1844 nejprve na pokračování jako tzv. román-fejeton v pařížském deníku Le Siècle a v tom samém roce se dočkal i knižního vydání (málokdo však ví, že druhý díl románu vyšel poprvé pod názvem Les Quantre Mousquetaires, tedy jako Čtyři mušketýři.).
Děj románu se odehrává v letech 1625 až 1628 a jeho historickým rámcem je obléhání La Rochelle, bašty francouzských protestantů, podporované Angličany. Její dobytí královským vojskem pod vedením kardinála Richelieua znamenalo nejen významný krok k odbourání Ediktu nantského, jímž Jindřich IV. zaručil protestantům svobodu vyznání, ale také důležitou etapu v upevňování absolutismu ve Francii. Vedle kardinála Richelieua vystupují v románu ještě další historické postavy, např. král Ludvík XIII., jeho choť Anna Rakouská, anglický vévoda z Buckinghamu, kapitán královských mušketýrů de Tréville, komorník Anny Rakouské Pierre de La Porte (jeho Paměti byly rovněž jedním z pramenů románu) a další.
Příběh začíná příjezdem mladého d'Artagnana do Paříže, kde se uchází o členství ve sboru královských mušketýrů, kterým velí pan de Tréville – přítel d'Artagnanova otce. Na cestě je mu však neznámým mužem ukraden otcův doporučující dopis, takže je mu cesta mezi mušketýry prozatím uzavřena. Svou mladickou ztřeštěností si proti sobě popudí hned tři z nejlepších mušketýrů, Athose, Porthose a Aramise. Když je však na místě jejich souboje přepadne garda kardinála Richelieua, postaví se neohroženě na jejich stranu a získá tak přátele na život a na smrt. Jejich přátelství charakterizuje slavná věta „Jeden za všechny, všichni za jednoho.“
Hlavní zápletkou prvního dílu románu jsou pak intriky kardinála Richelieua, který chce zničit královnu Annu Rakouskou. V tom mu vydatně pomáhají jeho pravá ruka, hrabě Rochefort (muž, který d'Artagnanovi vzal doporučující dopis), a krásná a tajemná mylady de Winter. Královna tajně miluje anglického vévodu z Buckinghamu a při jeho tajné návštěvě v Paříži mu na důkaz své lásky daruje dvanáct diamantových přívěsků, vzácný šperk, který dostala darem od krále. Kardinál, který tuto informaci získá od svých špehů, požádá krále, aby uspořádal ples, na který si má královna zmíněné přívěsky vzít. Královnina komorná, Constance Bonacieux, požádá d'Artagnana, který ji miluje, aby královně pomohl. D'Artagnan a jeho přátelé Athos, Porthos a Aramis se svými sluhy osedlají koně na cestu do Anglie. D'Artagnanovi přátelé po cestě postupně odpadají, jak je výprava napadána kardinálovými přisluhovači. V Anglii se mezitím milady de Winter, vyslaná kardinálem, zmocní dvou z dvanácti diamantových přívěsků. Do Londýna nakonec dorazí jen sám d'Artagnan. Vévoda z Buckinghamu však nechá vyrobit nové dva přívěsky a d'Artagnan celý šperk královně zavčas přiveze.
Převážná část druhého dílu se odehrává při obléhání pevnosti La Rochelle. Vévoda z Buckinghamu sbírá v Anglii vojsko, aby mohl obleženým přispěchat na pomoc. Kardinál Richelieu vysílá do Anglie milady de Winter, aby všemi prostředky odjezdu vojska zabránila. Na cestu jí kardinál dává dopis, ve kterém je napsáno, že vše co nositel tohoto listu učiní, koná na kardinálův příkaz a pro blaho státu. Listiny se zmocní Athos, který v milady poznává svou bývalou ženu, ocejchovanou lilií jako bývalá prostitutka a trestankyně. Milady se dokáže dostat do Anglie, kde přemluví náboženského fanatika Feltona, aby zavraždil vévodu Buckinghama (vražda samotná je historickou skutečností). Pevnost La Rochelle se pomoci Angličanů nedočká a je dobyta.
Milady de Winter jde ve své nenávisti k d'Artagnanovi tak daleko, že se jej pokusí otrávit a nakonec zavraždí jeho milou, Constanci Bonacieux. D'Artagnan a jeho přátelé ji však dopadnou. Athos, jenž má jako hrabě hrdelní právo, svou bývalou ženu odsoudí k smrti, přivolá kata z Lille a nechá milady popravit mečem. Když chce Richelieu přátele potrestat za tuto „vraždu“, prokáže se mu d'Artagnan listem odebraným milady, potvrzujícím, že kardinál schvaluje všechny činy nositele dopisu. Kardinál Richelieu se projeví jako velký muž, který dovede ocenit statečnost i u svých nepřátel a jako de facto první ministr krále povyšuje d'Artagnana na poručíka mušketýrů. Athos, Porthos i Aramis odcházejí ze služeb pana de Tréville na své statky. D'Artagnan se spřátelí s hrabětem Rochefortem, když zjistí, že je to v podstatě čestný muž.

### Tři mušketýři po dvaceti letech

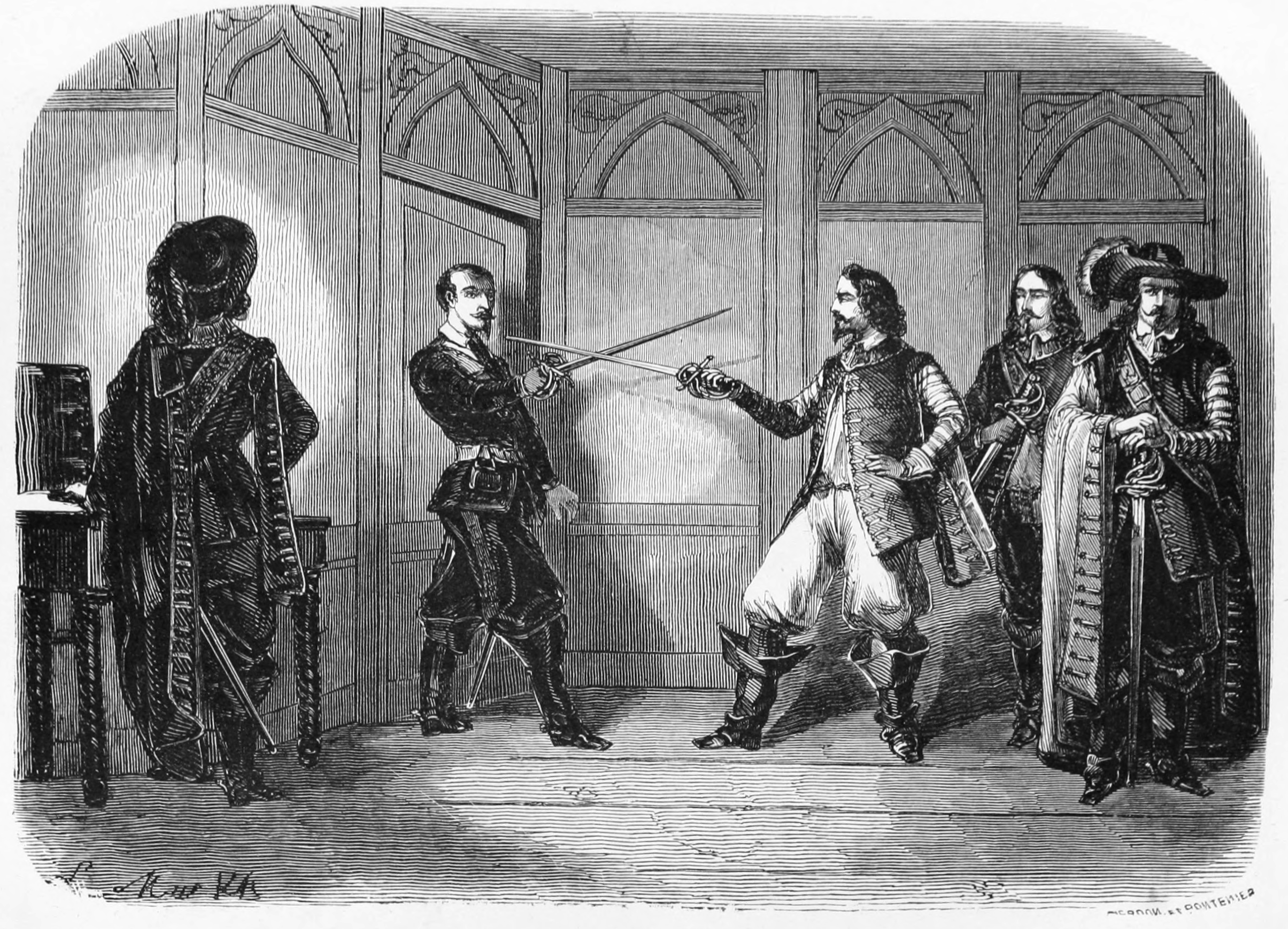
Ilustrace k románu Tři mušketýři po dvaceti letech

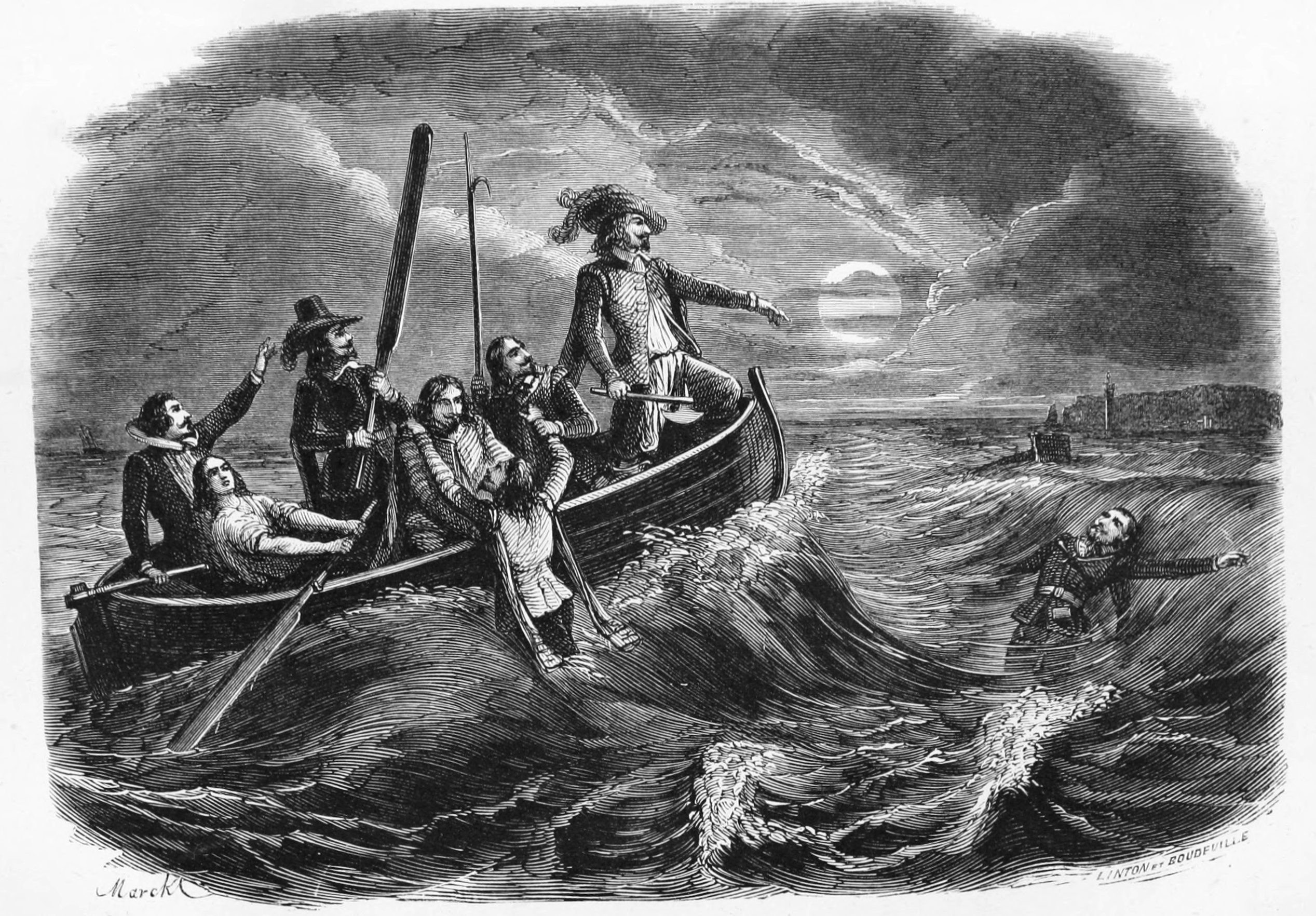
Ilustrace k románu Tři mušketýři po dvaceti letech

Obrovský úspěch prvních dvou dílů románu „Tři mušketýři“ u čtenářů přiměl Alexandra Dumase staršího a jeho spolupracovníka Augusta Maqueta, aby začali sepisovat jeho pokračování. Proto již roku 1845 vydali (opět dvoudílný) román „Tři mušketýři po dvaceti letech“ (Vingt ans après). Děj románu je situován do let 1648 až 1649, tedy do období povstání frondy ve Francii a anglické občanské války.
Ve Francii vládne v té době za svého nezletilého syna Ludvíka XIV. jako regentka jeho matka královna Anna Rakouská, která si za svého prvního ministra vybrala kardinála Julese Mazarina, původem z Itálie. Ten se snaží pokračovat v domácí i zahraniční politice svého předchůdce kardinála de Richelieu, ale chybí mu jeho velikost. Zejména snahy o centralizaci královské moci vyvolaly velkou nespokojenost v kruzích vysoké šlechty, která podnítila povstání v Paříži, jehož název fronda (La Fronde, prak) je odvozen od kamenů, které pařížské davy metaly do oken příznivců kardinála.
Také v Anglii vyvolaly pokusy krále Karla I. Stuarta omezit parlament a získat tak absolutistickou moc povstání, které přerostlo v občanskou válku, v jejímž čele stál jeden z parlamentních vůdců Oliver Cromwell.
Na tomto historickém pozadí se rozvíjejí další dobrodružství hlavních postav z první části trilogie. Na počátku románu se shledáváme s d'Artagnanem, který je po dvaceti letech služby stále jen poručíkem. Mazarin však ví, že d'Artagnan je velice schopný muž a snaží se z něj udělat svého agenta, který by mu pomohl zvládnout hrozící povstání. Pověří ho, aby našel své tři přátele a přesvědčil je, aby také vstoupili do jeho služeb. D'Artagnan však o svých přátelích nemá žádné zprávy. Pomůže mu ale štěstí, když se jeho bývalý sluha Planchet, nyní pařížský měšťan, ukryje v jeho bytě, aby unikl zatčení za pomoc jednomu z povstalců (jde o hraběte Rocheforta). Planchet pomůže d'Artagnanovi nalézt Bazina, Aramisova sluhu, který je kostelníkem v katedrále Notre-Dame. Jeho sledováním nalezne d'Artagnan Aramise, který je nyní knězem a do Mazarinových služeb vstoupit nechce. Pomůže mu však nalézti Porthose. Ten není navzdory svému bohatství šťastný. Přeje si totiž vyšší šlechtický titul, a pomocí této návnady jej d'Artagnan získá do kardinálových služeb. Nakonec najde d'Artagnan i Athose, hraběte de la Fère. Ten však o nabízenou službu také nemá zájem, neboť se snaží být dobrým poručníkem svého svěřence Raoula, vikomta de Bragelonne, který je ve skutečnosti jeho nemanželským synem z jeho krátkého setkání s vévodkyní de Chevreuse.
Brzy se však zjistí, že Aramis a Athos stojí na straně frondy, když pomohou k útěku vévodovi de Beaufort, kterého Mazarin vězní. Kardinál pověří d'Artagnana a Porthose stíháním uprchlíků a mezi přáteli dojde téměř k souboji. Ovšem zejména Athosovou zásluhou se všichni čtyři znovu smíří a obnoví svůj slib přátelství.
Nyní se na scéně objevuje syn milady de Winter, Mordaunt, který se chce pomstít za smrt své matky. Ten nejprve zavraždí kata, který na konci románu Tři mušketýři milady popravil, a pak následuje naše hrdiny do Anglie, kam byli vysláni na pomoc králi Karlu I. Král se po prohrané poslední bitvě stává zajatcem parlamentu a je odsouzen k smrti. Přes veškerou snahu našich čtyř přátel se jej nepodaří zachránit a Karel I. je 30. ledna roku 1649 popraven. Jeho katem se stal syn milady de Winter, který se tohoto strašného úkolu dobrovolně ujal poté, co nebyl žádný jiný kat k tomu ochoten.
Na útěku z Anglie zjistí naši hrdinové, že na lodi je také syn milady, který podplatil posádku, aby loď vyhodili do povětří. Přátelé však z lodi šťastně uniknou na člunu a po výbuchu naleznou v moři naživu pouze Mordaunta. Ten se snaží ještě zavraždit Athose, který mu chce pomoci do člunu, ale Athos jej v zápase o život zabije.
Po návratu do vlasti d'Artagnan zjistí, že ve Francii mezitím propuklo povstání frondy naplno. Ohrožen je život nejen kardinála Mazarina, ale dokonce i členů královské rodiny. Jejich zachráncem se stane d'Artagnan, který všem pomůže k útěku. V nastalých srážkách je zabit d'Artagnanův přítel, hrabě Rochefort. Nakonec naši hrdinové společně zajmou kardinála Mazarina a donutí jej k určitým ústupkům ve prospěch povstalců. Za své zásluhy se Porthos stává baronem a d'Artagnan kapitánem královských mušketýrů.

### Tři mušketýři ještě po deseti letech

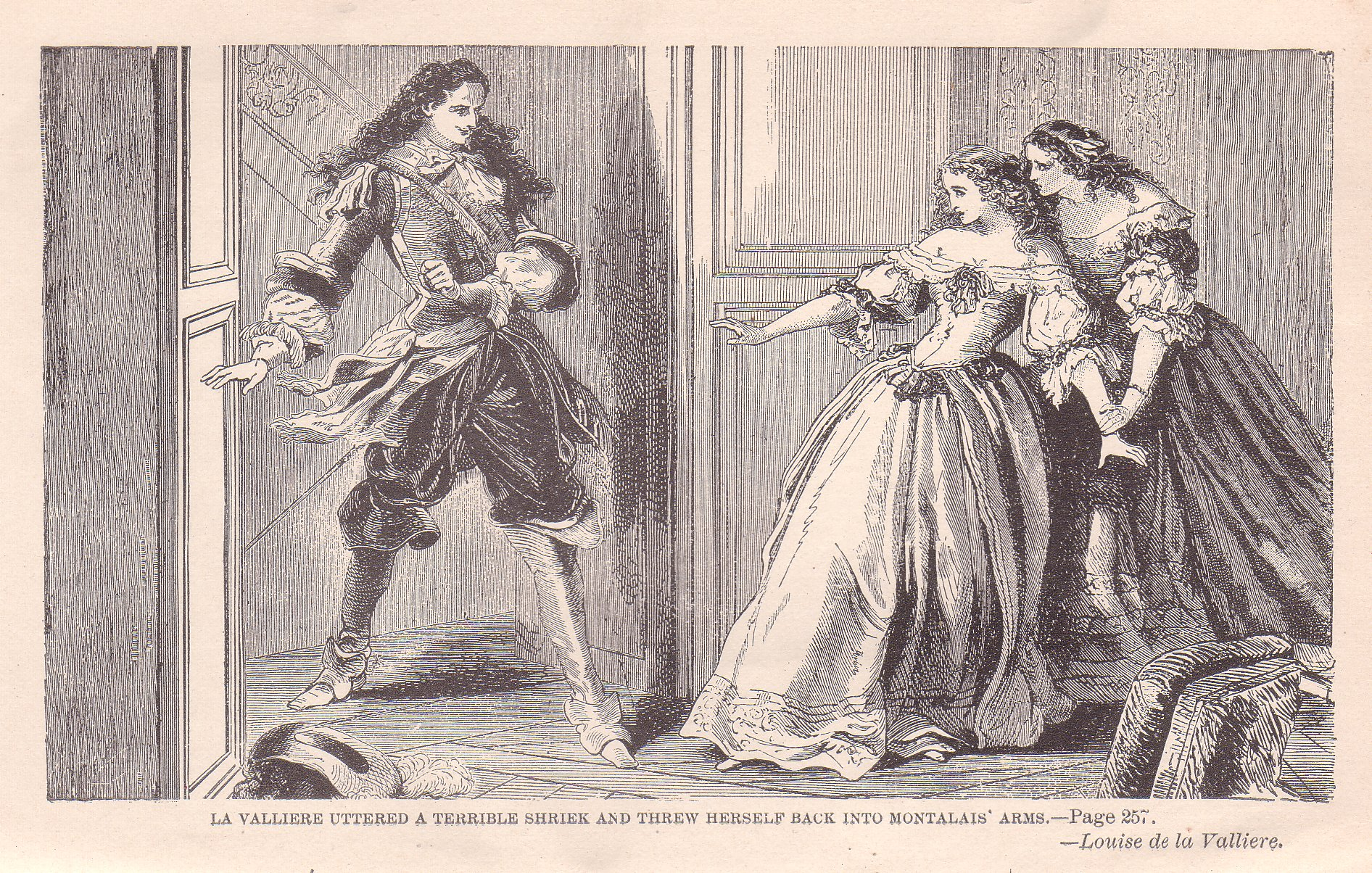
Ilustrace k románu Tři mušketýři ještě po deseti letech

Poslední částí trilogie, líčící osudy d'Artagnana a jeho tří přátel, je obsáhlý román Tři mušketýři ještě po deseti letech aneb Vikomt de Bragelonne (Le vicomte de Bragelonne, ou Dix ans plus tard), který Alexandre Dumas starší se svým spolupracovníkem Augustem Maquetem vydal v letech 1847–1850. Román se odehrává převážně na dvoře francouzského krále Ludvíka XIV. v letech 1660 až 1673, svým rozsahem je veliký jako předcházející dvě části trilogie dohromady a většinou je vydáván ve čtyřech dílech. Historickým pozadím románu je postupná přeměna Ludvíka XIV. ze slabého chlapeckého krále ovládaného jeho ministry a matkou Annou Rakouskou na absolutistického krále slunce, který získal úplnou kontrolu nad francouzským státem.
Na počátku románu vidíme Ludvíka XIV. ještě zcela v područí kardinála Julese Mazarina. Ludvík by rád pomohl Karlu II., synovi popraveného Karla I., získat zpět anglický trůn. Nechá se však ovlivnit svými ministry natolik, že od pomoci upustí. To pobouří kapitána královských mušketýrů d'Artagnana natolik, že opustí královské služby. S Athosem, hrabětem de la Fère, se vydají do Anglie a vrátí Karlovi II. královskou korunu (rok 1660). K tomu využijí poklad, jehož tajemství sdělil Athosovi Karel I. těsně před svou popravou.
Rovněž se seznámíme s titulní postavou románu, Athosovým synem Raoulem, vikomtem de Bragelonne, který byl již ve Třech mušketýrech po dvaceti letech šíleně zamilován do šlechtičny Louisy de la Vallière. Ta však dá před Raoulem přednost své lásce ke králi Ludvíkovi XIV. a stane se jeho milenkou (tou skutečně byla v letech 1661 až 1667). Raoul se nemůže vzpamatovat z toho, že jej Louisa opustila a nakonec se nechá zabít v bitvě.
Střední část románu je věnována z velké části politickým i milostným intrikám na dvoře Ludvíka XIV. Ten se po smrti kardinála Mazarina roku 1661 stává postupně silným panovníkem a snaží se zbavit vlivu ministra financí Nicolase Fouqueta, který se chce stát královským rádcem namísto Julese Mazarina (tato část díla zabírá ve čtyřdílných vydáních druhý a třetí díl).
Na rozdíl od poněkud zdlouhavé střední části je poslední čtvrtý díl románu opět plný napětí i akce. Vyprávění je založeno na pověstech o existenci dvojčete Ludvíka XIV., které je svému bratrovi k nerozeznání podobno. Z důvodů možného ohrožení monarchie ve Francii případnými boji o trůn je toto dvojče uvězněno a tvář je mu skryta pod železnou masku, aby je nikdo nemohl poznat. Tohoto tajemství se zmocní jezuité a Aramis. Ten zosnuje spiknutí, do kterého zaplete i Porthose, a provede výměnu krále za jeho bratra, který má být dle názoru spiklenců lepším panovníkem. Spiknutí však odhalí Nicolas Fouquet a, ačkoliv je u pravého krále v nemilosti, zachrání jej. Aramis s Porthosem jsou nuceni prchnout. Král, přestože ho Nicolas Fouquet zachránil, přikáže d'Artagnanovi, který se mezitím vrátil do královských služeb, aby jej zatkl. D'Artagnanovi to připadá nečestné a chce znovu rezignovat. Když mu však Ludvík XIV. vysvětlí, že je to král, který je nucen řídit tuto zemi a dělat i nepopulární opatření, zůstává.
Aramis s Porthosem chtějí uprchnout do Španělska. Těsně před naloděním jsou ale dopadeni obrovskou přesilou vojska. Porthos vyhodí do povětří jeskyni plnou pronásledovatelů, čímž umožní Aramisovi útěk, sám však při tom zahyne. Aramis se však nakonec do Francie vrátí jako španělský vyslanec a grand (má titul vévoda z Alamedy). Athos umírá žalem nad ztrátou syna.
V epilogu románu jsme pak svědky d'Artagnanovy smrti dne 23. března 1673 při obléhání Maastrichtu. Právě v okamžiku, kdy obdrží od krále povýšení na maršála Francie, zahyne po zásahu dělovou koulí.

## Epigoni a pokračovatelé
Nejslavnějšímu Dumasovu dílu se věnovalo mnoho napodobovatelů. Například Francouz Paul Mahalin (1838–1899) napsal pokračování Tří mušketýrů ještě po deseti letech pod názvem Le Fils de Portos (1883, Porthosův syn) a román Le Filleul d'Aramis (1896, Aramisův kmotřenec).
K nejznámějším dílům, vážícím se ke Třem mušketýrům, patří ale romány francouzského spisovatele Paula Févala mladšího (1860–1933). Jsou to Le fils de d’Artagnan (1914, D’Artagnanův syn), La vieillesse d’Athos (1925, Athosovo stáří) a především čtyřdílný román D’Artagnan contre Cyrano (1925, D'Artagnan kontra Cyrano de Bergerac) a jeho třídílné pokračování D’Artagnan et Cyrano réconciliés (1926, Hrabě d'Artagnan a Cyrano de Bergerac) odehrávající se zhruba deset let před Třemi mušketýry po dvaceti letech.

## Nejznámější filmová zpracování
Všechny tři části trilogie se dočkaly více či méně úspěšných filmových zpracování. Ve filmových adaptacích Tří mušketýrů je Rochefort obvykle vylíčen jako strašlivý bídák a na konci filmu je d'Artagnanem ve vzájemném souboji zabit. Také je velmi zajímavé, že ke zfilmování lákala filmaře ze všech nejméně prostřední část trilogie, tj. Tři mušketýři po dvaceti letech.
K nejznámějším filmovým zpracováním patří:
- Tři mušketýři (1911, Les trois mousquetaires), francouzský němý film, režie André Calmettes a Henri Pouctal, v roli d'Artagnana Émile Dehelly
- Tři mušketýři (1921, Les trois mousquetaires), francouzský němý film, režie Henri Diamant-Berger, v roli d'Artagnana Aimé Simon-Girard
- Tři mušketýři (1921, The Three Musketeers), americký němý film, režie Fred Niblo, v roli d'Artagnana Douglas Fairbanks
- Železná maska (1929, The Iron Mask), americký němý film podle Tří mušketýrů ještě po deseti letech, režie Allan Dwan, v roli d'Artagnana Douglas Fairbanks
- Tři mušketýři (1933, Les trois mousquetaires), francouzský film, režie Henri Diamant-Berger, v roli d'Artagnana Aimé Simon-Girard
- Tři mušketýři (1935, The Three Musketeers), americký film, režie Fred Niblo, v roli d'Artagnana Rowland V. Lee
- Tři mušketýři (1948, The Three Musketeers), americký film, režie George Sidney, v roli d'Artagnana Gene Kelly
- Tři mušketýři (1953, Les trois mousquetaires), francouzský film, režie André Hunebelle, v roli d'Artagnana Georges Marchal, Bourvil jako Planchet
- Tři mušketýři (1961, Les trois mousquetaires), francouzský film, režie Bernard Borderie, snad nejznámější francouzské zpracování tohoto námětu, v hlavních rolích Gérard Barray (d'Artagnan), Georges Descrières (Athos), Bernard Woringer (Porthos), Jacques Toja (Aramis), Guy Delorme (Rochefort), Jean Carmet (Planchet)
- Tři mušketýři (1973, The Three Musketeers), britsko-americký film, režie Richard Lester, v hlavních rolích Michael York (d'Artagnan), Oliver Reed (Athos), Frank Finlay (Porthos), Richard Chamberlain (Aramis), Charlton Heston (kardinál Richelieu), Raquel Welchová (Constance Bonacieuxová), Christopher Lee (Rochefort), Geraldine Chaplinová (Anna Rakouská)
- Čtyři mušketýři (1974, The Four Musketeers), britsko-americký film, režie Richard Lester, druhý díl britsko-amerického zpracování
- Muž se železnou maskou (1977, The Man in the Iron Mask), americký televizní film podle Tří mušketýrů ještě po deseti letech, režie Mike Newell, v roli d'Artagnana Louis Jourdan, Richard Chamberlain jako král Ludvík XIV.
- D'Artagnan a tři mušketýři (1978, Д'Артаньян и три мушкетёра), sovětský film, režie Georgij Jungvald-Chilkjevič, v roli d'Artagnana Michail Bojarskij
- Návrat mušketýrů (1989, The Return of the Musketeers), britský film, režie Richard Lester, snad jediné filmové zpracování románu Tři mušketýři po dvaceti letech natočené v se stejnými herci, kteří hráli ve filmu z let 1973–1974 a s Philippem Noiretem jako s kardinálem Julesem Mazarinem (namísto Miladina syna zde však vystupuje jeho dcera, a Rochefort, o kterém si diváci mohli myslet, že byl na konci filmu Čtyři mušketýři zabit, své zranění přežil, pokračuje ve svém bíďáctví a snad definitivně hyne až při výbuchu lodi na útěku našich čtyř hrdinů z Anglie po popravě krále Karla I.)
- Tři mušketýři (1993, The Three Musketeers), americký film, režie Stephen Herek, v roli d'Artagnana Chris O'Donnell
- Muž se železnou maskou (1998, The Man in the Iron Mask), americký film podle Tří mušketýrů ještě po deseti letech, režie Randall Wallace, v hlavních rolích Gabriel Byrne (d'Artagnan), Leonardo DiCaprio (Ludvík XIV. a jeho bratr Filip), John Malkovich (Athos), Gérard Depardieu (Porthos), Jeremy Irons (Aramis) a další,
- Mušketýr (2001, The Musketeer), americký film, režie Peter Hyams, v roli d'Artagnana Justin Chambers, Catherine Deneuve jako Anna Rakouská
- D'Artagnan a tři mušketýři (2005, D'Artagnan et les trois mousquetaires), francouzský film, režie Pierre Aknine, v roli d'Artagnana Vincent Elbaz
- Tři mušketýří (2011 Three Musketeers), americký 3D film, režie: Paul W. S. Anderson, hrají: Logan Lerman, Milla Jovovich, Orlando Bloom, Christoph Waltz, Mads Mikkelsen.
- Tři mušketýři (2014 The Musketeers), britský televizní seriál, BBC, režie Toby Haynes, Saul Metzstein
- Čtvrtý mušketár, (2021, The Fourth Musketeer), britský film, režie Steve Lawson, v roli mladého d'Artagnana Matt Ingram-Jones a v roli starého d'Artagnana Jonathan Hansler
- Tři mušketýři: D'Artagnan (2023, Les trois mousquetaires: D'Artagnan), francouzský film, režie Martin Bourboulon,  roli d'Artagnana François Civil
- Tři mušketýři: Milady (2023, Les trois mousquetaires: Milady), francouzský film, režie Martin Bourboulon, pokračování předešlého filmu